# 布拉菲姆
布拉菲姆，是西班牙加泰罗尼亚塔拉戈纳省的一个市镇。总面积6平方公里，总人口581人（2001年），人口密度97人/平方公里。